# Botswana International 2012
Die Botswana International 2012 im Badminton fanden vom 29. November bis zum 2. Dezember 2012 im Lobatse Stadium in Lobatse statt. 

## Sieger und Platzierte
| Disziplin    | Gold                                   | Silber                             | Bronze                             |
| ------------ | -------------------------------------- | ---------------------------------- | ---------------------------------- |
| Herreneinzel | Alistair Casey                         | Andries Malan                      | Adams Ntungamili                   |
| Herreneinzel | Alistair Casey                         | Andries Malan                      | Gaone Tawana                       |
| Dameneinzel  | Shama Aboobakar                        | Elme de Villiers                   | Tebogo Ndzinge                     |
| Dameneinzel  | Shama Aboobakar                        | Elme de Villiers                   | Jennifer van den Berg              |
| Herrendoppel | Andries Malan Reneshan Naidoo          | Godwin Mathumo Orideetse Thela     | Adams Ntungamili Keone Olatoste    |
| Herrendoppel | Andries Malan Reneshan Naidoo          | Godwin Mathumo Orideetse Thela     | Kabelo Golekanye Thabo Kgaswane    |
| Damendoppel  | Elme de Villiers Jennifer van den Berg | Kgalalelo Kegakilwe Botho Makubate | Tessa Kabelo Keorapetse Moatshe    |
| Damendoppel  | Elme de Villiers Jennifer van den Berg | Kgalalelo Kegakilwe Botho Makubate | Penouua Kahaka Tebogo Ndzinge      |
| Mixed        | Andries Malan Jennifer van den Berg    | Reneshan Naidoo Elme de Villiers   | Orideetse Thela Botho Makubate     |
| Mixed        | Andries Malan Jennifer van den Berg    | Reneshan Naidoo Elme de Villiers   | Godwin Mathumo Kgalalelo Kegakilwe |